# Coccobius flaviventris
Coccobius flaviventris is een vliesvleugelig insect uit de familie Aphelinidae. De wetenschappelijke naam is voor het eerst geldig gepubliceerd in 1910 door Howard.